# Jonas Källman
Jonas Källman (ur. 17 lipca 1981 Växjö) – szwedzki piłkarz ręczny, reprezentant kraju. Obecnie występuje w Lidze ASOBAL, reprezentuje barwy BM Ciudad Real. Gra na pozycji prawego lewoskrzydłowego. W kadrze narodowej zadebiutował w 2001 roku. Wicemistrz Olimpijski 2012.

## Sukcesy

### klubowe
- Mistrzostwo Hiszpanii:  (2004, 2007, 2008, 2009, 2010)
- Wicemistrzostwo Hiszpanii:  (2003, 2011, 2012)
- Puchar Króla:  (2003, 2012)
- Superpuchar Hiszpanii:  (2004, 2007, 2010)
- Liga Mistrzów:
  -  (2006, 2008, 2009)
  -  (2005, 2012)
  -  (2010)
- Klubowe Mistrzostwa Świata:
  -  (2012)

### reprezentacyjne
- Igrzyska Olimpijskie:
  -  (2012)